# Ольокмински Становик
Ольо̀кминският Становѝк (на руски: Олëкминский Становик) е планинска земя в Източното Забайкалие, в източната част на Забайкалски край и крайната западна част на Амурска област на Русия. Представлява система от хребети Тунгирски, Муройски и др., простиращи се в североизточно направление на протежение повече от 400 km и ширина до 250 km. Максимална височина връх Кропоткин 1908 m (53°43′39″ с. ш. 117°33′29″ и. д. / 53.7275° с. ш. 117.558056° и. д.), в югозападната част (Муройския хребет). Изградена е основно от гранити. Ольокмински Становик е главен вододел между реките Лена (от басейна на Северния Ледовит океан) и Амур (от басейна на Тихия океан). От нея водят началото си река Ольокма (десен приток на Лена) с притоците си Средна Мокла, Тунгир и др., множество леви притоци на Шилка (лява съставяща на Амур) – Нерча, Куенга, Черна и др. и няколко леви притока на Амур – Амазар, Урка, Уруша и др. Склоновете на планината са покрити с лиственични гори, а над 1200 m – редки храстовидни формации. Върховете над 1500 m са заети от обширни голи, каменисти пространства – „голци“.